# زاویتینسک
شهر زاویتینسک (به روسی: Завитинск) در کشور روسیه و در اوبلاست آمور واقع شده‌است.